# Szókratész (keresztnév)
A Szókratész férfinév a görög filozófus Szókratész nevéből vált keresztnévvé, jelentése (meg)ment + erő.

## Gyakorisága
Az 1990-es években szórványos név, a 2000-es években nem szerepel a 100 leggyakoribb férfinév között.

## Névnapok
- november 28.[2]

## Híres Szókratészok
- Szókratész görög filozófus